# Championnats du monde d'haltérophilie 2022
Navigation
Édition précédente Édition suivante
Les 87e championnats du monde d'haltérophilie se déroulent à Bogota (Colombie) du 5 au 16 décembre 2022.
Initialement, la compétition devait se disputer dans la ville chinoise de Chongqing, mais en raison de l'épidémie de COVID-19, la fédération de ce pays a décliné l'organisation.

## Résultats

### Hommes
| Épreuve     | Or                      | Or     | Argent                  | Argent | Bronze              | Bronze |
| ----------- | ----------------------- | ------ | ----------------------- | ------ | ------------------- | ------ |
| 55 kg       |                         |        |                         |        |                     |        |
| Arraché     | Lại Gia Thành           | 118 kg | Arli Chontey            | 118 kg | Ngô Sơn Đỉnh        | 117 kg |
| Épaulé-jeté | Theerapong Silachai     | 148 kg | Kim Yong-ho             | 145 kg | Miguel Suárez       | 143 kg |
| Total       | Theerapong Silachai     | 265 kg | Ngô Sơn Đỉnh            | 260 kg | Kim Yong-ho         | 260 kg |
| 61 kg       |                         |        |                         |        |                     |        |
| Arraché     | Li Fabin                | 137 kg | He Yueji                | 136 kg | Eko Yuli Irawan     | 135 kg |
| Épaulé-jeté | Li Fabin                | 175 kg | Eko Yuli Irawan         | 165 kg | Jhon Serna          | 164 kg |
| Total       | Li Fabin                | 312 kg | Eko Yuli Irawan         | 300 kg | He Yueji            | 296 kg |
| 67 kg       |                         |        |                         |        |                     |        |
| Arraché     | Chen Lijun              | 148 kg | Witsanu Chantri         | 144 kg | Weeraphon Wichuma   | 143 kg |
| Épaulé-jeté | Yusuf Fehmi Genç        | 182 kg | Francisco Mosquera (en) | 182 kg | Weeraphon Wichuma   | 180 kg |
| Total       | Francisco Mosquera (en) | 325 kg | Chen Lijun              | 324 kg | Weeraphon Wichuma   | 323 kg |
| 73 kg       |                         |        |                         |        |                     |        |
| Arraché     | Rizki Juniansyah        | 155 kg | Bojidar Andreev         | 154 kg | Alexey Churkin      | 153 kg |
| Épaulé-jeté | Rahmat Erwin Abdullah   | 200 kg | Rizki Juniansyah        | 192 kg | Alexey Churkin      | 190 kg |
| Total       | Rahmat Erwin Abdullah   | 352 kg | Rizki Juniansyah        | 347 kg | Alexey Churkin      | 343 kg |
| 81 kg       |                         |        |                         |        |                     |        |
| Arraché     | Li Dayin                | 171 kg | Rejepbaý Rejepov        | 164 kg | Kim Woo-jae (en)    | 162 kg |
| Épaulé-jeté | Rejepbaý Rejepov        | 202 kg | Li Dayin                | 201 kg | Andrés Caicedo (en) | 197 kg |
| Total       | Li Dayin                | 372 kg | Rejepbaý Rejepov        | 366 kg | Kim Woo-jae (en)    | 357 kg |
| 89 kg       |                         |        |                         |        |                     |        |
| Arraché     | Keydomar Vallenilla     | 175 kg | Kianoush Rostami        | 174 kg | Brayan Rodallegas   | 170 kg |
| Épaulé-jeté | Karlos Nassar           | 220 kg | Liu Huanhua             | 215 kg | Brayan Rodallegas   | 211 kg |
| Total       | Keydomar Vallenilla     | 385 kg | Brayan Rodallegas       | 381 kg | Liu Huanhua         | 381 kg |
| 96 kg       |                         |        |                         |        |                     |        |
| Arraché     | Lesman Paredes          | 185 kg | Nurgissa Adiletuli      | 174 kg | Jhor Moreno         | 171 kg |
| Épaulé-jeté | Romain Imadouchène      | 213 kg | Lesman Paredes          | 212 kg | Jhor Moreno         | 209 kg |
| Total       | Lesman Paredes          | 397 kg | Nurgissa Adiletuli      | 383 kg | Jhor Moreno         | 380 kg |
| 102 kg      |                         |        |                         |        |                     |        |
| Arraché     | Reza Dehdar             | 177 kg | Marcos Ruiz             | 176 kg | Samvel Gasparian    | 175 kg |
| Épaulé-jeté | Artem Antropov          | 222 kg | Fares El-Bakh           | 217 kg | Bekdolot Rasulbekov | 217 kg |
| Total       | Fares El-Bakh           | 391 kg | Reza Dehdar             | 390 kg | Samvel Gasparian    | 389 kg |
| 109 kg      |                         |        |                         |        |                     |        |
| Arraché     | Ruslan Nurudinov        | 177 kg | Mehdi Karami            | 176 kg | Aymen Bacha         | 175 kg |
| Épaulé-jeté | Ruslan Nurudinov        | 220 kg | Giorgi Chkheidze        | 219 kg | Rafael Cerro        | 214 kg |
| Total       | Ruslan Nurudinov        | 397 kg | Giorgi Chkheidze        | 389 kg | Rafael Cerro        | 388 kg |
| +109 kg     |                         |        |                         |        |                     |        |
| Arraché     | Lasha Talakhadze        | 215 kg | Varazdat Lalayan        | 215 kg | Gor Minasyan        | 212 kg |
| Épaulé-jeté | Lasha Talakhadze        | 251 kg | Gor Minasyan            | 250 kg | Man Asaad           | 247 kg |
| Total       | Lasha Talakhadze        | 466 kg | Gor Minasyan            | 462 kg | Varazdat Lalayan    | 461 kg |

### Femmes
| Épreuve     | Or                    | Or     | Argent                       | Argent | Bronze              | Bronze |
| ----------- | --------------------- | ------ | ---------------------------- | ------ | ------------------- | ------ |
| 45 kg       |                       |        |                              |        |                     |        |
| Arraché     | Thanyathon Sukcharoen | 82 kg  | Chayuttra Pramongkhol        | 78 kg  | Manuela Berrío      | 77 kg  |
| Épaulé-jeté | Chayuttra Pramongkhol | 102 kg | Thanyathon Sukcharoen        | 100 kg | Manuela Berrío      | 93 kg  |
| Total       | Thanyathon Sukcharoen | 182 kg | Chayuttra Pramongkhol        | 180 kg | Manuela Berrío      | 170 kg |
| 49 kg       |                       |        |                              |        |                     |        |
| Arraché     | Jiang Huihua          | 93 kg  | Mihaela Cambei               | 90 kg  | Hou Zhihui          | 89 kg  |
| Épaulé-jeté | Jiang Huihua          | 113 kg | Saikhom Mirabai Chanu        | 113 kg | Hayley Reichardt    | 110 kg |
| Total       | Jiang Huihua          | 206 kg | Saikhom Mirabai Chanu        | 200 kg | Hou Zhihui          | 198 kg |
| 55 kg       |                       |        |                              |        |                     |        |
| Arraché     | Hidilyn Diaz          | 93 kg  | Ana Gabriela López           | 90 kg  | Rosalba Morales     | 89 kg  |
| Épaulé-jeté | Hidilyn Diaz          | 114 kg | Rosalba Morales              | 110 kg | Shoely Mego         | 109 kg |
| Total       | Hidilyn Diaz          | 207 kg | Rosalba Morales              | 199 kg | Ana Gabriela López  | 198 kg |
| 59 kg       |                       |        |                              |        |                     |        |
| Arraché     | Luo Xiomin            | 103 kg | Maude Charron                | 103 kg | Kamila Konotop      | 102 kg |
| Épaulé-jeté | Yenny Álvarez         | 133 kg | Kuo Hsing-chun               | 130 kg | Luo Shifang         | 129 kg |
| Total       | Yenny Álvarez         | 234 kg | Kuo Hsing-chun               | 232 kg | Maude Charron       | 231 kg |
| 64 kg       |                       |        |                              |        |                     |        |
| Arraché     | Pei Xinyi             | 105 kg | Nathalia Llamosa             | 101 kg | Rattanawan Wamalun  | 101 kg |
| Épaulé-jeté | Pei Xinyi             | 128 kg | Rattanawan Wamalun           | 126 kg | Nathalia Llamosa    | 123 kg |
| Total       | Pei Xinyi             | 233 kg | Rattanawan Wamalun           | 227 kg | Nathalia Llamosa    | 224 kg |
| 71 kg       |                       |        |                              |        |                     |        |
| Arraché     | Loredana Toma         | 119 kg | Angie Palacios               | 116 kg | Zeng Tiantian       | 113 kg |
| Épaulé-jeté | Liao Guifang          | 140 kg | Zeng Tiantian                | 140 kg | Olivia Reeves       | 139 kg |
| Total       | Loredana Toma         | 256 kg | Zeng Tiantian                | 253 kg | Angie Palacios      | 252 kg |
| 76 kg       |                       |        |                              |        |                     |        |
| Arraché     | Sara Samir            | 113 kg | Mattie Rogers                | 109 kg | Bella Paredes       | 108 kg |
| Épaulé-jeté | Sara Samir            | 148 kg | Mattie Rogers                | 138 kg | Kim Su-hyeon (en)   | 137 kg |
| Total       | Sara Samir            | 261 kg | Mattie Rogers                | 247 kg | Kim Su-hyeon (en)   | 245 kg |
| 81 kg       |                       |        |                              |        |                     |        |
| Arraché     | Iryna Dekha           | 122 kg | Alina Marushchak             | 119 kg | Liang Xiaomei       | 118 kg |
| Épaulé-jeté | Liang Xiaomei         | 152 kg | Wang Zhouyu                  | 151 kg | Tamara Salazar      | 148 kg |
| Total       | Liang Xiaomei         | 270 kg | Wang Zhouyu                  | 266 kg | Tamara Salazar      | 262 kg |
| 87 kg       |                       |        |                              |        |                     |        |
| Arraché     | Solfrid Koanda        | 113 kg | Tursunoy Jabborova           | 112 kg | Eileen Cikamatana   | 109 kg |
| Épaulé-jeté | Solfrid Koanda        | 147 kg | Mönkhjantsangiyn Ankhtsetseg | 143 kg | Eileen Cikamatana   | 140 kg |
| Total       | Solfrid Koanda        | 260 kg | Eileen Cikamatana            | 249 kg | Tursunoy Jabborova  | 241 kg |
| +87 kg      |                       |        |                              |        |                     |        |
| Arraché     | Li Wenwen             | 141 kg | Sarah Robles                 | 127 kg | Duangaksorn Chaidee | 126 kg |
| Épaulé-jeté | Li Wenwen             | 170 kg | Emily Campbell               | 165 kg | Duangaksorn Chaidee | 160 kg |
| Total       | Li Wenwen             | 311 kg | Emily Campbell               | 287 kg | Duangaksorn Chaidee | 286 kg |

## Tableau des médailles
- Pays organisateur

| Rang  | Nation         | Or | Argent | Bronze | Total |
| ----- | -------------- | -- | ------ | ------ | ----- |
| 1     | Chine          | 6  | 3      | 3      | 12    |
| 2     | Colombie       | 2  | 2      | 4      | 8     |
| 3     | Thaïlande      | 2  | 2      | 2      | 6     |
| 4     | Indonésie      | 1  | 2      | 0      | 3     |
| 5     | Bahreïn        | 1  | 1      | 0      | 2     |
| 5     | Géorgie        | 1  | 1      | 0      | 2     |
| 7     | Ouzbékistan    | 1  | 0      | 1      | 2     |
| 8     | Égypte         | 1  | 0      | 0      | 1     |
| 8     | Norvège        | 1  | 0      | 0      | 1     |
| 8     | Philippines    | 1  | 0      | 0      | 1     |
| 8     | Qatar          | 1  | 0      | 0      | 1     |
| 8     | Roumanie       | 1  | 0      | 0      | 1     |
| 8     | Venezuela      | 1  | 0      | 0      | 1     |
| 14    | Kazakhstan     | 0  | 1      | 1      | 2     |
| 15    | Australie      | 0  | 1      | 0      | 1     |
| 15    | États-Unis     | 0  | 1      | 0      | 1     |
| 15    | Royaume-Uni    | 0  | 1      | 0      | 1     |
| 15    | Inde           | 0  | 1      | 0      | 1     |
| 15    | Iran           | 0  | 1      | 0      | 1     |
| 15    | Taipei chinois | 0  | 1      | 0      | 1     |
| 15    | Turkménistan   | 0  | 1      | 0      | 1     |
| 15    | Viêt Nam       | 0  | 1      | 0      | 1     |
| 23    | Corée du Sud   | 0  | 0      | 3      | 3     |
| 24    | Arménie        | 0  | 0      | 2      | 2     |
| 24    | Équateur       | 0  | 0      | 2      | 2     |
| 26    | Canada         | 0  | 0      | 1      | 1     |
| 26    | Mexique        | 0  | 0      | 1      | 1     |
| Total | Total          | 20 | 20     | 20     | 60    |